# Skeleton-Europacup 2002/03
Der Skeleton-Europacup 2002/03 war eine von der Fédération Internationale de Bobsleigh et de Tobogganing (FIBT) veranstaltete Rennserie, die zum dritten Mal ausgetragen wurde und zum Unterbau des Weltcups gehört. Der Wettbewerb bestand aus drei Saisonrennen in Winterberg, Altenberg und Königssee.

## Männer

### Veranstaltungen
| Datum             | Ort        | Sieger         | Zweiter             | Dritter        |
| ----------------- | ---------- | -------------- | ------------------- | -------------- |
| 19. Dezember 2002 | Winterberg | Florian Grassl | Matthias Biedermann | Wolfram Lösch  |
| 19. Januar 2003   | Altenberg  | Tomass Dukurs  | Matthias Biedermann | Brian McDonald |
| 25. Januar 2003   | Königssee  | Simon Wiesheu  | Frank Kleber        | Tomass Dukurs  |

### Einzelwertung
| Platz | Sportler            | Land               | Punkte |
| ----- | ------------------- | ------------------ | ------ |
| 1     | Tomass Dukurs       | Lettland           | 129    |
| 2     | Matthias Biedermann | Deutschland        | 128    |
| 3     | Michi Halilovic     | Deutschland        | 98     |
| 4     | Eric Gaulin         | Österreich         | 92     |
| 5     | Martin Brugger      | Österreich         | 87     |
| 6     | Brian McDonald      | Vereinigte Staaten | 66     |
| 7     | Ben Sandford        | Neuseeland         | 66     |
| 8     | Martins Dukurs      | Lettland           | 61     |
| 9     | Florian Spiess      | Österreich         | 56     |
| 10    | Chad Omweg          | Vereinigte Staaten | 52     |

### Nationenwertung
| Platz | Land                   | Punkte |
| ----- | ---------------------- | ------ |
| 1     | Deutschland            | 233    |
| 2     | Lettland               | 210    |
| 3     | Österreich             | 207    |
| 4     | Vereinigtes Königreich | 153    |
| 5     | Italien                | 148    |
| 6     | Vereinigte Staaten     | 136    |
| 7     | Südafrika              | 120    |
| 8     | Neuseeland             | 88     |
| 9     | Schweiz                | 83     |
| 10    | Australien             | 46     |

## Frauen

### Veranstaltungen
| Datum             | Ort        | Siegerin        | Zweite         | Dritte           |
| ----------------- | ---------- | --------------- | -------------- | ---------------- |
| 19. Dezember 2002 | Winterberg | Kerstin Jürgens | Julia Eichhorn | Kati Klinzing    |
| 19. Januar 2003   | Altenberg  | Julia Eichhorn  | Kati Klinzing  | Sylvia Liebscher |
| 25. Januar 2003   | Königssee  | Julia Eichhorn  | Kati Klinzing  | Marion Trott     |

### Einzelwertung
| Platz | Sportlerin         | Land                   | Punkte |
| ----- | ------------------ | ---------------------- | ------ |
| 1     | Julia Eichhorn     | Deutschland            | 101    |
| 2     | Kati Klinzing      | Deutschland            | 90     |
| 3     | Kathrin Huber      | Italien                | 53     |
| 4     | Melanie Riedl      | Deutschland            | 50     |
| 5     | Babs Isak          | Vereinigte Staaten     | 48     |
| 6     | Lyndsie Peterson   | Vereinigte Staaten     | 44     |
| 7     | Julia Cartwright   | Vereinigtes Königreich | 38     |
| 8     | Costanza Zanoletti | Italien                | 37     |
| 9     | Nina Neumeister    | Österreich             | 37     |
| 10    | Kerstin Jürgens    | Deutschland            | 35     |

### Nationenwertung
| Platz | Land                   | Punkte |
| ----- | ---------------------- | ------ |
| 1     | Deutschland            | 177    |
| 2     | Vereinigtes Königreich | 136    |
| 3     | Italien                | 114    |
| 4     | Vereinigte Staaten     | 104    |
| 5     | Schweiz                | 65     |
| 6     | Österreich             | 60     |
| 7     | Finnland               | 37     |
| 8     | Neuseeland             | 26     |